# Méliphage maquillé
Melidectes torquatus
Espèce
Statut de conservation UICN

 LC  : Préoccupation mineure
Le Méliphage maquillé (Melidectes torquatus) est une espèce de passereaux de la famille des Meliphagidae.

## Répartition
Son aire s'étend à travers la chaîne Centrale (Nouvelle-Guinée).

## Liste des sous-espèces
Selon GBIF (4 juin 2024) :
- Melidectes torquatus cahni Mertens, 1923
- Melidectes torquatus emilii A.B.Meyer, 1886
- Melidectes torquatus polyphonus Mayr, 1931
- Melidectes torquatus torquatus P.L.Sclater, 1874

## Classification
Le nom valide complet (avec auteur) de ce taxon est Melidectes torquatus Sclater, 1874.
Ce taxon porte en français le nom vernaculaire ou normalisé suivant : Méliphage maquillé.